# Grigori Dmitriouk
Grigori Fedosseïevitch Dmitriouk (en russe : Григорий Федосеевич Дмитрюк) est un aviateur soviétique, né le 12 mars 1920 à Vladivostok (République d'Extrême-Orient) et décédé le 27 avril 1982. Pilote de chasse et As de la Seconde Guerre mondiale, il fut distingué par le titre de Héros de l'Union soviétique.

## Biographie
Né le 12 mars 1920 à Vladivostok, il s'engagea dans l'Armée rouge en 1939 et fut breveté pilote de l'École militaire de l'Air de Bataïsk en 1940.
D'abord engagé, comme mladchii leïtenant (sous-lieutenant), sur le front d'Extrême-Orient, il fut affecté, en mai 1942, au 145e régiment de chasse aérienne (145.IAP), équipé de chasseurs Curtiss P-40 Kittyhawks, aux commandes desquels il participa aux combats de la partie nord du front, puis à ceux du front de Carélie, avant que d'être bientôt nommé chef d'escadrille au 20e régiment de chasse de la Garde (20.GuIAP) ; des historiens russes parlent plutôt du 19.GuIAP et non du 20.GuIAP. En novembre 1944, il avait déjà effectué 206 missions.
Après la Seconde Guerre mondiale, il prit part à la Guerre de Corée, comme capitaine (kapitan) au 821e régiment de chasse aérienne (821.IAP), de février 1952 à juillet 1953. Après avoir été admis à l'Académie militaire de l'Air en 1956, il prit sa retraite comme general-major en 1961. Vivant à Léningrad, il travailla jusqu'en 1980 à l'Institut de radio VNII. Il est décédé le 27 avril 1982 à Léningrad. Il est enterré au cimetière Serafimoskoïe de Saint-Pétersbourg.

## Palmarès et décorations

### Tableau de chasse
- Crédité de 18 victoires homologuées, toutes individuelles, obtenues au cours de 206 missions et 37 combats aériens pour la période de 1942 à 1945.
- Auxquelles il faut ajouter 5 victoires homologuées supplémentaires remportées en Corée en 1952-1953.
- Ce qui fait de lui, un as dans deux conflits, avec un total global de 23 victoires.

À l'heure actuelle l'historiographie officielle russe le crédite de 19 victoires homologuées entre 1942 et 1945. Soit une de plus que celles que lui accordent les historiens Tomas Polak et Christopher Shores.

### Décorations
- Héros de l'Union soviétique le 2 novembre 1944 (médaille no 4313) ;
- Deux fois décoré de l'Ordre de Lénine ;
- Deux fois décoré de l'Ordre du Drapeau rouge ;
- Ordre de la Guerre patriotique de 1re classe ;
- Ordre de l'Étoile rouge.